# Trzecia łza od słońca
Trzecia łza od słońca – trzeci album zespołu Cytrus, wydany w 30 marca 2018 roku nakładem Gad Records. Zawiera komplet studyjnych, instrumentalnych nagrań zespołu zrealizowanych w latach 1980–1984. Album został wydany 33 lata po rozpadzie zespołu.

## Lista utworów
1. „Rock ’80” – 3:43
2. „Terroryści” – 3:39
3. „Tęsknica nocna” – 4:51
4. „Mayones to jest to” – 3:36
5. „Bonzo” – 3:47
6. „Jeźdźcy smoków” – 4:17
7. „Trzecia łza od słońca” – 5:56
8. „Kobra” – 3:26
9. „Baśń o księżycowej karecie” – 3:51
10. „Kurza twarz” – 4:10
11. „Afera” – 5:25
12. „Patryk (Narodziny Patryka)” – 3:38
13. „Słoneczna loteria (Ćma)” – 3:09
14. „Żegnaj świecie” – 3:01

## Muzycy
- Marian Narkowicz – skrzypce, flet, przeszkadzajki, gitara, wokal
- Andrzej Kaźmierczak – gitara
- Waldemar Kobielak – gitara basowa
- Andrzej Kalski – perkusja (1, 3, 14)
- Zbigniew Kraszewski – (2, 4, 5, 7, 10–12)
- Leszek Ligęza – perkusja (6, 8, 9, 13)